# 亞證地產
亞證地產有限公司，簡稱亞證地產，前身為伊人置業有限公司（英語：Asiasec Properties Limited，港交所：0271）、「亞洲證券國際有限公司」和「丹楓控股有限公司」，由1973年成立，1973年2月在港上市，經營物業及股票投資等行業。
亞洲證券國際先被「公司醫生」韋理收購，並更名為亞洲證券國際。1991年，聯合集團前主席李明治向韋理收購亞洲證券國際34.5%股權。1992年，李明治再將亞洲證券國際股權售予力寶名譽主席李文正，而華懋集團亦於1993年購入亞洲證券國際股權。最終力寶購入50.32%股權，而華懋亦購入25.27%股權。1994年，力寶把持有的股權轉手給民營企業家戴小明，主要當時經營物業及股票投資等行業。亞洲證券國際其後易名為丹楓控股。
也是已故龔如心轄下資產部份，主要資產包括香港大潭紅山半島應佔17萬平方呎、九龍尖沙咀東部港晶中心、億京中心、上海外灘三號、鴨脷洲港灣工貿中心等資產。
2016年9月22日，天安中國以每股2.75元收購丹楓控股36.45%股權，相當於4億5289萬股，總代價12億4545萬元。完成後更名為「亞證地產有限公司」。

## 連結
- 丹楓控股有限公司Archive.today的存檔，存档日期2013-08-02